# 狄才人
狄才人，北宋宋徽宗的妃嫔。北宋时为正五品才人。
1127年，靖康之变時，她和徽宗、钦宗等皇族為金军俘虏，至韩州（今辽宁省昌图县北八面城东南二里许古城）为徽宗生子赵顽使。